# Lisandro Rosales
Lisandro Rosales Banegas (Tegucigalpa, 26 de diciembre de 1969) es un político hondureño. Fue ministro de la Comisión Permanente de Contingencias en dos ocasiones (2010-2014 y 2016-2019), ministro de la Secretaría de Desarrollo e Inclusión Social (2014-2015) y canciller de Honduras (2019-2022); en los gobiernos de Porfirio Lobo (2010-2014) y Juan Orlando Hernández (2014-2022).

## Estudios
Se graduó de la secundaria Richard Montgomery Washington D. C., Estados Unidos y continuó sus estudios universitarios en la Universidad Tecnológica Centroamericana (UNITEC), donde se tituló de licenciado en Administración y Negocios. En 2015 obtuvo una especialización en Administración de Instituciones de Seguridad y Defensa de la Universidad de Defensa Nacional de los Estados Unidos.

## Carrera
En 2002 inició como director de Actividad Presidencial del gobierno de Ricardo Maduro y en noviembre de 2004 pasó a ser cónsul de Honduras en Nueva York. Entre 2006 y 2009 fue gerente del grupo de radioemisoras Invosa. En el período 2010-2014 fungió como ministro comisionado de la Comisión Permanente de Contingencias (Copeco) y de enero de 2014 a enero de 2015 fue ministro de la Secretaría de Desarrollo e Inclusión Social (SEDIS).
Retomó la administración pública el 16 de enero de 2016, para ser una vez más titular de Copeco y como director del Sistema Nacional de Emergencias 911, al que le dio vida desde su ley hasta su operatividad. Durante su gestión como ministro fue fundador de la Unidad de Respuesta Inmediata (URI, 2011), de la Unidad Médica de Emergencias (UME, 2017) y de la Dirección Nacional de Protección Civil (2018) de Copeco, así como de Guías de Familia (2014) de SEDIS.
En dos ocasiones ocupó la presidencia protémpore del Centro de Coordinación para la Prevención de los Desastres en América Central y República Dominicana (Cepredenac), entidad rectora de la gestión del riesgo del Sistema de la Integración Centroamericana (SICA). En julio de 2019 fue nombrado secretario de Estado de Relaciones Exteriores y Cooperación Internacional, cargo que ocupó hasta enero de 2022.

## Condecoraciones
- Cruz de Fuego en Oro, otorgado por el Cuerpo de Bomberos de Honduras.
- Medalla Al Mérito II Clase, por la Secretaría de Defensa Nacional, Fuerzas Armadas de Honduras.
- Cruz de las Fuerzas Armadas, por la Secretaría de Defensa Nacional, Fuerzas Armadas de Honduras.[1]

## Familia
Su padre fue el general de Brigada Marco Antonio Rosales Abella y Bertha Alicia Banegas, ambos fallecidos. Está casado con Pamela Alejandra Ayala Alemán con la que tuvo dos hijos. Su primera hija en el 2007 y su hijo en 2012.